# Геофон
Геофон е музикален перкусионен инструмент. Представлява барабан, в който са насипани хиляди малки оловни сачми. При бавно разклащане на инструмента сачмите започват да се местят и издават шум.
Инструментът е конструиран от френския композитор Оливие Месиен, който го използва за първи път в своето произведение за пиано и оркестър "Des canyons aux étoiles" (което има премиера в Ню Йорк).
Идеята на Месиен била да създаде инструмент, който да имитира звука на ръсеща се суха пръст.
Други композитори, писали за този инструмент, са Thomas Adès в произведението си и Asyla и Jonathan Harvey в Pure Land.